# Cheilopora sincera
Cheilopora sincera is een mosdiertjessoort uit de familie van de Cheiloporinidae. De wetenschappelijke naam van de soort is voor het eerst geldig gepubliceerd in 1867 door Smitt.